# Fekete bülbül
A fekete bülbül (Hypsipetes leucocephalus) a madarak osztályának verébalakúak (Passeriformes) rendjébe, a bülbülfélék (Pycnonotidae) családjába tartozó faj.

## Rendszerezése
A fajt Johann Friedrich Gmelin német természettudós írta le 1789-ben, a Turdus nembe Turdus leucocephalus néven.

## Alfajai
- Hypsipetes leucocephalus leucocephalus (J. F. Gmelin, 1789) – költési periódusban délkelet-Kína, ezen kívül kelet-Mianmar, észak-Indokína;
- Hypsipetes leucocephalus ambiens (Mayr, 1942) – északkelet-Mianmar, dél-Kína;
- Hypsipetes leucocephalus concolor (Blyth, 1849) – észak-Mianmar, dél-Kína, Indokína;
- Hypsipetes leucocephalus leucothorax (Mayr, 1942) – költési periódusban dél-Kína, ezen kívül nyugat- észak- és kelet-Mianmar, észak- és északkelet-Thaiföld, észak-Vietnám;
- Hypsipetes leucocephalus nigerrimus (Gould, 1863) – Tajvan (sziget);
- Hypsipetes leucocephalus nigrescens (Stuart Baker, 1917) – északkelet-India, nyugat-Mianmar;
- Hypsipetes leucocephalus perniger (Swinhoe, 1870) – dél-Kína, észak-Vietnám;
- Hypsipetes leucocephalus psaroides (Vigors, 1831) – Himalája északkelet-Afganisztántól és észak-Pakisztántól északkelet-Indiáig, dél-Tibetig és északnyugat-Mianmarig;
- Hypsipetes leucocephalus sinensis (La Touche, 1922) – költési periódusban dél-Kína, ezen kívül Thaiföld, Laosz, Vietnám;
- Hypsipetes leucocephalus stresemanni (Mayr, 1942) – költési periódusban dél-Kína, ezen kívül Thaiföld, Laosz.

## Előfordulása
Délkelet-Ázsia területén, Indiában és Kína délkeleti részén honos. Természetes élőhelyei a szubtrópusi vagy trópusi síkvidéki és hegyi esőerdők, hegyi tölgyesek, fenyvesek és rododendronligetek és cserjések, valamint másodlagos erdők és vidéki kertek. Telelni alacsonyabb területekre vonul.

## Megjelenése
Testhossza 27 centiméter.  Tollazata kékesfekete, fején bóbitát visel, hosszú szárnyai és villás farka van.
|  |

## Életmódja
Bogyókkal és gyümölcsökkel táplálkozik.

## Szaporodása
Fészkét fára, ágvillák közé építi, fűből, levelekből és mohából.

## Természetvédelmi helyzete
Az elterjedési területe rendkívül nagy, egyedszáma pedig stabil. A Természetvédelmi Világszövetség Vörös listáján nem fenyegetett fajként szerepel.